# Anton Bauer (Komponist)
Anton Bauer (* 23. Januar 1893 in Mallersdorf; † 30. Oktober 1950 in München) war ein deutscher Komponist, Kapellmeister und Musikwissenschaftler.

## Leben
Anton Bauer studierte in München Musik an der Akademie der Tonkunst und der Universität München. Er arbeitete zunächst als Kapellmeister, war dann aber für viele Jahre als Musiklehrer im bayerischen Staatsdienst tätig. Er unterrichtete dabei u. a. am Dom-Gymnasium in Freising. Weitere Stationen waren Cham i. W., Rosenheim und Moosburg, bevor er sich schließlich in München niederließ. Am 14. September 1937 beantragte er die Aufnahme in die NSDAP und wurde rückwirkend zum 1. Mai desselben Jahres aufgenommen (Mitgliedsnummer 5.014.370).
Neben zahlreichen Kompositionen veröffentlichte Bauer auch diverse musiktheoretische Schriften.

## Werke (Auswahl)

### Kompositionen
- Violinkonzert
- Zwölftönemusik, für Klavier (1926)
- Nürnberg, für Stimme und Klavier
- Deutsche Messe, für Stimmen und Orgel
- Bambergs Preislied, für Stimme und Klavier

### Schriften
- Merkheft für den Gesang-Unterricht an den höheren Lehranstalten. Verlag P. Baumeisters Wwe., Cham i. W. 1925
- Der Instrumentator. Einführung in die Instrumentation. Verlag Ludwig Kammerlohr, München
- Oberbayerische Schuhplattler. Deutsche Volkstänze, Heft 21. Bärenreiter, Kassel 1954
- Der Geigenkenner. Einführung in die Geigenkunde. Verlag Ludwig Kammerlohr, München 1937